# 皇家墨爾本高爾夫俱樂部
皇家墨爾本高爾夫俱樂部（簡稱：RMGC），1891年成立，是位於澳洲墨爾本市郊布萊克羅克的一個擁用36洞的高爾夫球場，其西場及東場分別在澳洲排名第一及第六，而西場在全球亦位列第五。皇家墨爾本高爾夫俱樂部是澳洲歷史最尤久的高爾夫球俱樂部，可以容納15,000人觀看比賽。